# توماس ريختر (لاعب كرة قدم)
توماس ريختر (بالألمانية: Thomas Richter)‏ (29 يونيو 1967 بهوف في ألمانيا - ) هو مدرب كرة قدم ولاعب كرة قدم ألماني في مركز الدفاع. لعب مع فالدهوف مانهايم ونادي كايزرسلاوترن ونادي هرتا برلين وVfB Helmbrechts ‏ واينتراخت ترير 05 ‏.

## وصلات خارجية
- توماس ريختر (لاعب كرة قدم) على موقع قاعدة بيانات كرة القدم.إي يو (الإنجليزية)
- توماس ريختر (لاعب كرة قدم) على موقع بيانات كرة القدم. دي إي (الألمانية)
- توماس ريختر (لاعب كرة قدم) على موقع عالم كرة القدم.نت (الإنجليزية)